# 西田麻衣
西田 麻衣（にしだ まい、1989年〈平成元年〉3月23日 - ）は、日本のタレント、グラビアアイドル、女優。京都府八幡市出身。スペースクラフト・エージェンシー所属。

## 略歴
2006年（平成18年）に行われたスペースクラフトグループの「水着グラビアオーディション」で、応募総数3152人の中からグランプリを受賞、週刊ヤングサンデーでグラビアアイドルとしてデビューした。その後、YS乙女学院の2006年度ミス2学期にも選出された。
ファッションブランドのKIKS TYOでイメージモデルを務めていたことがある。
他にもタレント・女優としてバラエティ番組やドラマに多数出演し、グラビアアイドルとしても現在までに数多くのDVDや写真集を発表し続けている。目標としてDVDを100本出したいと述べている。
体重は最大65キロまで太っていた時期があったが、2024年にライザップの協力の下、約15キロのダイエットに成功した。

## 人物
- 弟がいる[8]。
- 趣味は人間観察[9]。
- ブレーク当時はHカップ。現在はIカップであったがJカップに成長しているかもしれないとのこと[10][11][12]。

## 出演

### テレビ
- ランク王国（TBS）
- めちゃめちゃユレてるッ!（エンタ!371）
- それ行け!Bibus学園（エンタ!371）
- ミラクル☆BOMB学園（エンタ!371）
- THEポッシボー　あっきゃんの部屋（エンタ!371）
- Beach Angels（TBSチャンネル）
- 浜ちゃんが!（読売テレビ）
- 勝利の女神5（チバテレビ）
- お笑いワイドショー マルコポロリ!（関西テレビ）2010年1月17日ゲスト
- ダウンタウンDX（読売テレビ）2010年2月4日
- 踊る!さんま御殿!!（日本テレビ）2010年2月9日
- ドライブ A GO!GO!（テレビ東京）2010年2月28日
- 奇跡体験!アンビリバボー（フジテレビ）2010年3月4日
- 億万笑者!〜S-1バトルへの道〜（日本テレビ）2010年3月8日
- お笑い龍馬検定（高知放送）2010年3月21日
- 磁石のケータイハンター（tvk）2010年3月22日
- ロンドンハーツ直前SP!!（テレビ朝日）2010年4月3日
- ロンドンハーツ2010春マジックメール(秘)送信売れっ子一斉検挙SP（テレビ朝日）2010年4月6日
- ゴッドタン（テレビ東京）2010年4月7日
- メレンゲの気持ち（日本テレビ）2010年5月8日
- ロンドンハーツ（テレビ朝日）2010年5月11日
- アリケン アリケンCafe （テレビ東京）2010年5月22日
- イチハチ （毎日放送）2010年6月16日
- ザ!世界仰天ニュース （日本テレビ）2010年7月14日
- ヤンガンTV（エンタ!371）2010年7月16日
- 今夜もドル箱（テレビ東京）2010年7月20日
- ワケありバンジー2010年 バンジーエンジェル
- 歌セラ（テレビユー山形ほか）2010年10月28日
- クイズ!紳助くん（朝日放送）2011年2月28日
- 女神降臨 #16（MONDO TV、2011年5月1日）
- 爆裂バラエティー シャバダバの空に（関西テレビ）2012年9月24日
- 俺たちのパチパチ調査団（テレビ神奈川・テレビ埼玉 2014年1月 - ）
- 中居正広のミになる図書館  (テレビ朝日) 2015年2月17日[13]
- 有吉反省会 （日本テレビ）2015年10月31日
- あるある議事堂（テレビ朝日）2016年4月16日
- EXD44（テレビ朝日）2016年7月18日
- お願い!ランキング（テレビ朝日）2018年9月18日

### AbemaTV
- 大人女子会 2016年6月8日
- 必殺！バカリズム地獄 2017年4月28日
- 必殺！バカリズム地獄 2018年4月20日

### テレビドラマ
- MAGISTER NEGI MAGI 魔法先生ネギま!（テレビ東京） - 相坂さよ役
- 華麗なるスパイ 第9話、最終話（2009年9月19日・26日、日本テレビ）
- 物呪〜モノロイ〜 「ひとりかくれんぼ」（2009年12月28日、日本テレビ）
- 歌セラ 第3回「避難カラオケ」（2010年10月、TUY・TBC・HBCほか）
- ドS刑事 第2話（2015年4月18日、日本テレビ） - 宮坂由衣 役
- 閉まる自動ドア 第3話 (2016年3月8日、NHK) - 日向藍 役
- 死幣（2016年7月 - 、TBS） - 橘郁美 役[14]
- 月曜名作劇場「警視庁機動捜査隊216・6 絶てない鎖」(2016年9月12日、TBS）

### ラジオ
- 銀河に吠えろ!宇宙GメンTAKUYA（ニッポン放送）
- 志村けんのFIRST STAGE〜はじめの一歩〜（JFN）
- またまたゴチャ・まぜっ!（MBSラジオ）
- また×3ゴチャ・まぜっ!（MBSラジオ）
- ゴチャ・まぜっ!（MBSラジオ）
- ゴチャ・まぜっ!火曜日（MBSラジオ）
- 激刊！ふじ - 9月17日 (Shibuya Cross-FM)

### CM
- 森永製菓甘酒 （2010年）
- サントリー金麦「ホルモン編」（2011年）
- グリコ乳業「Dororich（ドロリッチ）」のドロリッチガールズとして出演（2012年10月 - ）
- ライザップ(2024年)

### インターネットテレビ
- うらすたちゃ〜二の足〜（Oh!sama TV）第5回ゲスト

### ケータイサイト
- ラジオなのに何で水着にならなくっちゃいけないんですか!? (モバイル1242)

### PV
- BREAKERZ『GRAND FINALE』初回限定盤A：CD＋DVD

### 映画
- テケテケ（2009年）関口綾花 役
- グラキン★クイーン（2009年）主演・マリン 役
- COACH コーチ 40歳のフィギュアスケーター（2010年）夕凪 梓 役
- 京都太秦物語（2010年）
- ももいろそらを（2013年）麻衣 役
- 東京家族（2013年）
- 500円の後悔 (2017年)
- good people (2019年)

### 舞台
- 路地裏の優しい猫（2009年4月29日 - 5月5日）
- トワイスアップ (2017年12月8日 - 10日)

### パチンコ
- 三洋物産 CR大わんわんパラダイス（2012年）

### イベント
- Fan meeting 183 (2019年8月7日[15])
- しらべぇグラビア大賞2019 LINE LIVE審査 （2019年11月29日 - 12月5日）

## 作品

### DVD

#### Vシネマ
- 極道(やくざ)な月（2007年11月25日、GPミュージアムソフト）- 天藤湘子（中学生時代） 役

#### イメージDVD
※太字タイトルはBD版同時発売
- 麻衣、はじめまして。（2007年6月20日、ラインコミュニケーションズ）[16]
- Pure Smile（2007年11月24日、竹書房）
- Mai Life（2008年2月22日、イーネット・フロンティア）[17]
- OPEN MIND（2008年5月21日、エスデジタル）[18]
- まいぷりん。（2008年10月22日、学研パブリッシング）
- Mai Baby（2009年1月20日、ラインコミュニケーションズ）[19]
- Beach Angels 西田麻衣 in エルニド（2009年5月22日、バップ）[20]
- コ・イ・ゴ・コ・ロ（2009年8月28日、ポニーキャニオン）
- 麻衣のエンジェるんとデビるん（2009年11月27日、イーネット・フロンティア）[21]
- 麻衣を満喫（2010年1月27日、イーネット・フロンティア）
- グラキン☆クイーン 西田麻衣 My Mai Malin（2010年2月26日、ポニーキャニオン）
- やさしいお姉さん（2010年5月21日、竹書房）
- かわいい妹ちゃん（2010年5月21日、竹書房）
- Mai Sweetie（2010年8月20日、ラインコミュニケーションズ）[22]
- Special DVD-BOX（2010年8月20日、ラインコミュニケーションズ）[23] ※『麻衣、はじめまして。』、『Mai Baby』に未公開映像スペシャルDVDを加えた3枚組
- mai romance（2010年11月20日、ワニブックス）[24]
- まいぷりんチュウ（2011年4月6日、学研パブリッシング）
- Mai Darling（2011年7月20日、ラインコミュニケーションズ）[25]
- なつまい（2011年7月20日、ラインコミュニケーションズ）[26]
- ゆれるまいぷる（2011年11月18日、竹書房）
- Mai コレクション（2012年2月25日、晋遊舎）
- ぷるるん×まいぷりん（2012年5月20日、ラインコミュニケーションズ）[27]
- 西田麻衣 まいコレ〜Super Extra（2012年9月20日、ラインコミュニケーションズ）[28] ※『Mai Darling』、『なつまい』の未公開映像
- Mai Time（2012年10月26日、竹書房）[29]
- まいぷりんちゃん（2013年1月30日、学研パブリッシング）
- まいぷるる（2013年5月20日、ラインコミュニケーションズ）[30] ※Blu-ray Disc版は8月20日発売[31]
- みすど mis＊dol 麻衣スイートHONEY（2013年9月20日、メディアブランド）
- Mai Honey（2014年2月20日、ラインコミュニケーションズ）[32][33]
- とろけるプリン（2014年5月23日、竹書房）[34]
- あふれるまいプリン（2014年8月22日、イーネット・フロンティア）[35]
- あまい誘惑（2015年1月20日、ラインコミュニケーションズ）[36][37]
- まい・てぃちゃあ（2015年4月25日、エアーコントロール）[38]
- まい まっくす まい べすと（2015年7月25日、晋遊舎）
- Mai Boy（2015年11月20日、ラインコミュニケーションズ）[39][40]
- happy my time（2016年3月25日、エアーコントロール）[41]
- Sweet Body（2016年6月24日、竹書房）[42]
- 秘密（2016年9月20日、ラインコミュニケーションズ）[43][44]
- 弾けるMai Body（2017年6月17日、双葉社）[45]
- 楽園（2017年9月20日、ラインコミュニケーションズ）[46][47]
- 裸のヴィーナス（2018年1月26日、グラヴィス）
- Mai Paradise（2018年7月25日、エアーコントロール）[48]
- Mai Cup（2018年11月30日、スパイスビジュアル）[49]
- キミのそばに（2019年3月20日、イーネット・フロンティア）[50]
- ラブまい（2019年9月25日、ラインコミュニケーションズ）[51]
- 揺れるこころ（2021年1月29日、スパイスビジュアル）[52]
- 昼顔（2022年5月27日、竹書房）[53]
- 秘書から恋人になるのは週末だけ（2022年12月27日、エアーコントロール）[54]
- 人妻まいライフ（2023年4月17日、双葉社）[55]
- 君にまた恋をして（2024年7月20日、ラインコミュニケーションズ）[56]
- マイシークレット（2025年1月10日、ラインコミュニケーションズ）[57]

### 動画
- 必撮!まるごと☆ 西田麻衣（2013年8月30日、アイロゴス）
- 必撮!まるごと☆西田麻衣 2（2014年4月2日、アイロゴス）
- 必撮!まるごと☆西田麻衣 3（2014年12月14日、アイロゴス）
- 西田麻衣 A＋（2015年1月16日、エアーコントロール）
- 西田麻衣 A＋2（2015年2月13日、エアーコントロール）
- I-ONE NEXT 西田麻衣（2015年6月5日、I-ONE NEXT）
- I-ONE NEXT 西田麻衣 2（2016年3月4日、I-ONE NEXT）
- I-ONE NEXT 西田麻衣 3（2016年3月11日、I-ONE NEXT）
- I-ONE NEXT 西田麻衣 4（2016年3月18日、I-ONE NEXT）
- I-ONE NEXT 西田麻衣 5（ 2016年9月28日、I-ONE NEXT）
- I-ONE NEXT 西田麻衣 6（2017年9月28日、I-ONE NEXT）
- I-ONE NEXT 西田麻衣 7（2019年9月30日、I-ONE NEXT）

### 写真集
- OPEN MIND（2008年5月23日、彩文館出版、撮影：斉木弘吉）ISBN 978-4775602973[58]
- まいぷりん。（2008年10月23日、学研パブリッシング、撮影：矢西誠二）ISBN 978-4054038318[59]
- My Mai Malin（2010年1月15日、創芸社、撮影：野澤亘伸）ISBN 978-4881446010[60]
- めまい（2010年10月28日、ワニブックス、撮影：西田幸樹）ISBN 978-4847043178[61]
- まいぷりんの素（2011年6月29日、学研パブリッシング［学研ムック］、編集：BOMB編集部）ISBN 978-4056063394[62]
- まいぷりん あ・ら・もーど （2012年10月6日、講談社、撮影：西條彰仁）ISBN 978-4062179805[63]
- 未熟（2016年6月30日、スペースクラフト・エンタテインメント、撮影：松田忠雄）
- Re:Mai（2024年11月27日、徳間書店、撮影：鈴木ゴータ）ISBN 978-4198659264[64]

### デジタル写真集
- 西田麻衣（2013年3月8日、アイロゴス［必撮！まるごと☆］）
- 西田麻衣 vol.2（2013年3月8日、アイロゴス［必撮！まるごと☆］）
- まいぷりんのおっぱい（2013年4月12日、アイロゴス［必撮！まるごと☆］）
- Ｉカップに釘付け（2013年4月19日、アイロゴス［必撮！まるごと☆］）
- ぷりんパイまだまだ成長中（2013年4月26日、アイロゴス［必撮！まるごと☆］）
- 谷間の隙間（2013年5月24日、サークルチェンジ［解禁お宝写真集］）
- 巨乳の女の子が好き！（2013年5月24日、サークルチェンジ［解禁お宝写真集］）
- たわわな美巨乳（2013年5月24日、サークルチェンジ［解禁お宝写真集］）
- 西田麻衣という名の巨乳アイドル（2013年5月24日、サークルチェンジ［解禁お宝写真集］）
- こんなかわいい巨乳の女の子と常に一緒にいたい（2013年5月24日、サークルチェンジ［解禁お宝写真集］）
- なつまい（2013年6月21日、ラインコミュニケーションズ［Idol Line］）
- Mai Darling（2013年6月21日、ラインコミュニケーションズ［Idol Line］）
- おっぱいが眩しすぎて（2013年7月26日、アイロゴス［必撮！まるごと☆］）
- まいぷるる（2013年8月2日、ラインコミュニケーションズ［Idol Line］）
- 脱、ロリ宣言！（2013年12月13日、集英社［デジタル週プレ写真集］、撮影：渡辺達生）[65]
- Mai Sweetie（2013年12月27日、ラインコミュニケーションズ［Idol Line］）
- ぷるるん×まいぷりん（2013年12月27日、ラインコミュニケーションズ［Idol Line］）
- 爆乳×むっちり×セクシー（2014年1月24日、アイロゴス［必撮！まるごと☆］）
- Mai Honey（2014年4月11日、ラインコミュニケーションズ［Idol Line］）
- 飛び出すおっぱい（2014年6月6日、アイロゴス［必撮！まるごと☆］）
- 爆乳看護婦 今宵、貴方の病室へ夜通し介護致します。（2014年6月13日、アイロゴス［必撮！まるごと☆］）
- まいぷりん あ・ら・もーど（2014年6月27日、講談社、撮影：西條彰仁）
- My Favorite Body（2014年7月4日、アイロゴス［必撮！まるごと☆］）
- 爆乳レディーの危険な商談（2014年7月18日、アイロゴス［必撮！まるごと☆］）
- ぷるぷるフルーツ（2014年8月29日、渡辺達生事務所［TWO素肌のメッセージ］、撮影：渡辺達生）
- 西田麻衣 Complete vol.1（2014年9月19日、アイロゴス［必撮！まるごと☆］）
- あまい誘惑（2015年3月20日、ラインコミュニケーションズ［Idol Line］）
- マイドル（2015年7月1日、デジタルブックファクトリー）
- まい BEST GIRL（2015年7月1日、デジタルブックファクトリー）
- GIRL A（2015年10月26日、G Publishers）
- 西田麻衣 Complete vol.2（2015年12月12日、アイロゴス［必撮！まるごと☆］）
- Mai Boy（2016年2月5日、ラインコミュニケーションズ［Idol Line］）
- 秘密（2016年11月25日、ラインコミュニケーションズ［Idol Line］）
- Sweet Body（2017年5月1日、竹書房［Bamboo e-Book］）
- 秘められた果実（2017年5月1日、竹書房［Bamboo e-Book］）
- 甘えたいカラダ（2017年5月1日、竹書房［Bamboo e-Book］）
- 楽園（2017年11月10日、ラインコミュニケーションズ［Idol Line］）
- とろけるカラダ（2018年1月1日、竹書房［Bamboo e-Book］）
- とろけるジカン（2018年1月1日、竹書房［Bamboo e-Book］）
- はじけるプリン（2018年1月1日、竹書房［Bamboo e-Book］）
- すっごいプリン（2018年1月1日、竹書房［Bamboo e-Book］）
- 優しく愛して（2019年1月2日、G Publishers）
- Mai Cup（2019年1月22日、スパイスビジュアル）
- キスしたいな（2019年1月25日、G Publishers）
- あの夏（2019年1月26日、G Publishers）
- ラブまい（2020年5月21日、ラインコミュニケーションズ［Idol Line］）
- Classical（2021年3月12日、アイロゴス［必撮！まるごと☆］）
- 揺れるこころ Vol 1･2（2021年4月1日、スパイスビジュアル）
- Kiss You（2021年4月30日、スパイスビジュアル）
- 麻衣、はじめまして。＋Mai Baby（2022年2月22日、ドラゴンフライブック［+PLUSW］）
- Classical vol.2（2022年3月1日、アイロゴス［必撮！まるごと☆］）
- Mai Honey＋あまい誘惑（2022年5月23日、ドラゴンフライブック［+PLUSW］）
- MaiDarling＋なつまい（2022年6月10日、ドラゴンフライブック［+PLUSW］）
- ぷるるん×まいぷりん＋まいぷるる（2022年8月3日、ドラゴンフライブック［+PLUSW］）
- 秘密＋楽園（2023年1月3日、ドラゴンフライブック［+PLUSW］）
- MaiBoy＋ラブまい（2023年2月3日、ドラゴンフライブック［+PLUSW］）
- VIVID GIRL 前編（2023年2月3日、 ビビットキャスト、撮影：杉吉ゆうじ）
- VIVID GIRL Chapter1･2･3（2023年2月6日、 ビビットキャスト、撮影：杉吉ゆうじ）
- VIVID GIRL 後編（2023年2月17日、 ビビットキャスト、撮影：杉吉ゆうじ）
- VIVID GIRL Chapter4･5（2023年2月20日、 ビビットキャスト、撮影：杉吉ゆうじ）
- Classical vol.3（2023年8月18日、アイロゴス［必撮！まるごと☆］）
- マイドル（2023年9月29日、講談社、撮影：宮澤正明）[66]
- まいったよ PetitBEST（2024年11月25日、アイロゴス［必撮！まるごと☆］）
- Re:Mai（2024年11月27日、徳間書店、撮影：鈴木ゴータ）

### カレンダー
- 2009年 カレンダー（2008年10月20日、トライエックス）
- 2010年 カレンダー（2009年12月25日、ローソン）
- 2011年 卓上カレンダー（松竹映画）卓上カレンダー（スペースクラフト）
- 2012年 カレンダー（2011年11月16日、ハゴロモ）

### トレーディングカード
- ボムカード・リミテッド 西田麻衣 トレーディングカード （2011年9月23日、ムービック）
- ボムカード・リミテッド 西田麻衣2 トレーディングカード （2012年4月）
- ボムカード・リミテッド 西田麻衣24 トレーディングカード （2013年3月23日）
- リミテッドシリーズ 西田麻衣～リアル～トレーディングカード（2013年11月）
- 西田麻衣 トレーディングカード（2014年10月25日）

### CD
- 『Pink Generation』（2007年10月24日）

テレビドラマ魔法先生ネギま!オープニングテーマ曲。麻帆良学園3-A生徒31人で歌っている。
- 『31's LOVE』（2007年11月21日）

テレビドラマ魔法先生ネギま!キャラクターソングコレクション。10曲目「Starry」に朝倉和美（藍原みほ/旧名：近藤未穂子）とデュエットしている。